# Velazconia trinubila
Velazconia trinubila är en fjärilsart som beskrevs av Köhler 1953. Velazconia trinubila ingår i släktet Velazconia och familjen nattflyn. Inga underarter finns listade i Catalogue of Life.